# Bicolore (robe de chat)
Vous lisez un « article de qualité » labellisé en 2009.
Pour les articles homonymes, voir Bicolore et Pie.
Robe du chat
Chez le chat, le patron bicolore, dit aussi particolore ou à panachure blanche, correspond à une robe blanche associée à une autre couleur. La quantité de blanc peut aller d'un simple marquage sur les orteils dans le cas d'un gantage à quelques taches de couleurs noyées dans le blanc sur la tête et la queue dans le cas d'un bicolore van. Un vocabulaire spécifique permet de définir la répartition de la couleur sur le corps.
L'apparition de poils blancs est codée par le gène majeur S dont on reconnaît deux allèles. L'action de ce gène se situe lors de la migration des mélanoblastes durant le développement embryonnaire du chaton. L'ensemble des motifs possibles fait probablement entrer en compte des polygènes et complexifie le travail des éleveurs qui doivent obtenir des motifs clairement définis dans les standards des races de chat admettant la robe bicolore.
La robe bicolore, populaire, est très présente dans le domaine de la bande dessinée et du dessin animé avec des représentants comme Sylvestre le chat de Titi et Grosminet, Tom de Tom et Jerry ou le « chat dingue » de Gaston Lagaffe inventé par Franquin. Quelques écrivains décrivirent leur chat bicolore comme Théophile Gautier. Parmi les chats célèbres bicolores figurent entre autres Oscar, qui détecte la mort imminente des patients de Rhode Island, et Socks, le chat de Bill Clinton.
La robe bicolore est présente chez d'autres animaux domestiques comme le cheval, la vache ou encore le lapin.

## Description

### La robe et ses combinaisons

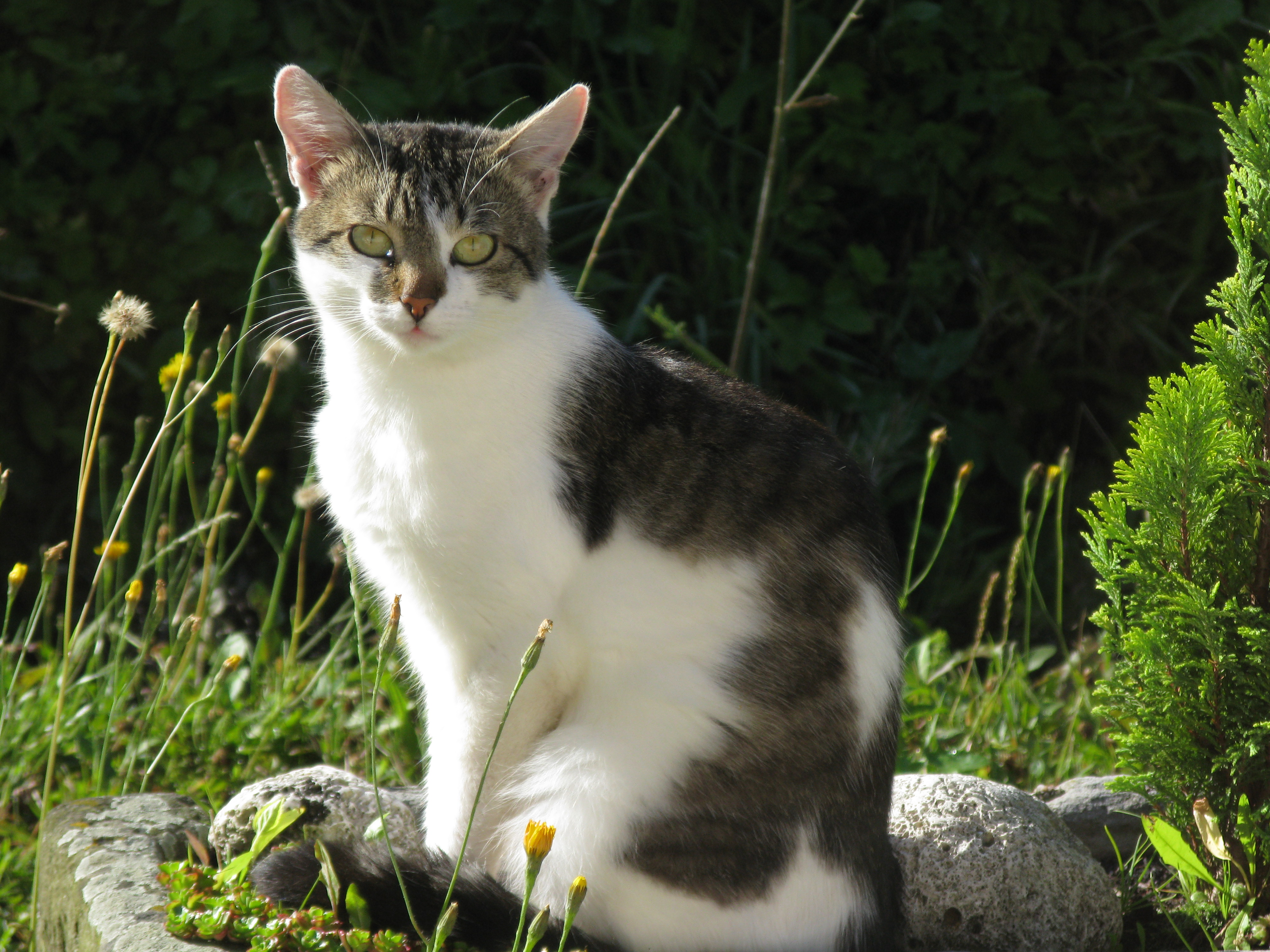
Chat bicolore avec marquages tabby.

La robe bicolore est une robe blanche associée chez les chats à une seule autre couleur. Le blanc se situe généralement sur le ventre, les pattes et la poitrine. Les marques blanches sont en général symétriques, mais des cas de chats au pelage dissymétrique existent. Une raie blanche le long du dos est un motif encore plus rare.
Les yeux peuvent être jaunes, verts, vairons ou bleus. Les yeux de couleur bleue peuvent ne pas être dus à la robe colourpoint mais à l'action du gène à panachure blanche. Selon de nombreux sites internet, si la couleur blanche s'est développée jusque sur les oreilles, le chat bicolore peut être sourd comme un chat blanc dominant, toutefois aucune source valable n'a jamais étayé une corrélation entre le patron bicolore et la surdité.
Deux autres robes peuvent être composées de deux couleurs : le colourpoint, dont la couleur est située sur les pattes, la queue et le visage, et l'écaille de tortue, robe où le roux et le noir s'entremêlent. Ces robes ne constituent pas une robe « bicolore ».
Le patron à panachure blanche peut s'additionner à tous les autres types de robes de chats. Toutes les couleurs hormis le blanc épistatique peuvent s'additionner à la panachure blanche : noir, roux, bleu, chocolat, crème, etc. La couleur ambre reconnue pour la première fois par le LOOF le 12 mars 2009 pour le chat des forêts norvégiennes, a une possible action favorisant le développement des taches blanches.
À la couleur peuvent s'ajouter des marquages tabby et d'éventuels marquages smoke et shaded. Un chat colourpoint peut également être bicolore ; dans ce cas-là, les taches ne sont visibles que sur les parties colorées du corps. L'écaille de tortue est également combinable avec le bicolore : on appelle ces chattes au pelage roux, noir et blanc très apprécié dans les pays asiatiques, des chattes calico.

### Patrons

Les différents patrons bicolores noir et blanc.

La proportion du blanc dans la robe varie énormément, de quelques poils blancs perdus dans la couleur à une robe presque entièrement blanche. Une échelle de blanc numérotée de 1 (absence de panachure) à 10 (chat entièrement blanc) permet de spécifier le patron du chat bicolore. Toutefois, trois patrons sont traditionnellement distingués :
- van : seule la queue, les oreilles et le haut du crâne sont colorés ;
- arlequin : moins de la moitié de couleur mais plus que pour le van ;
- bicolore : une moitié de blanc et une moitié de couleur[10].

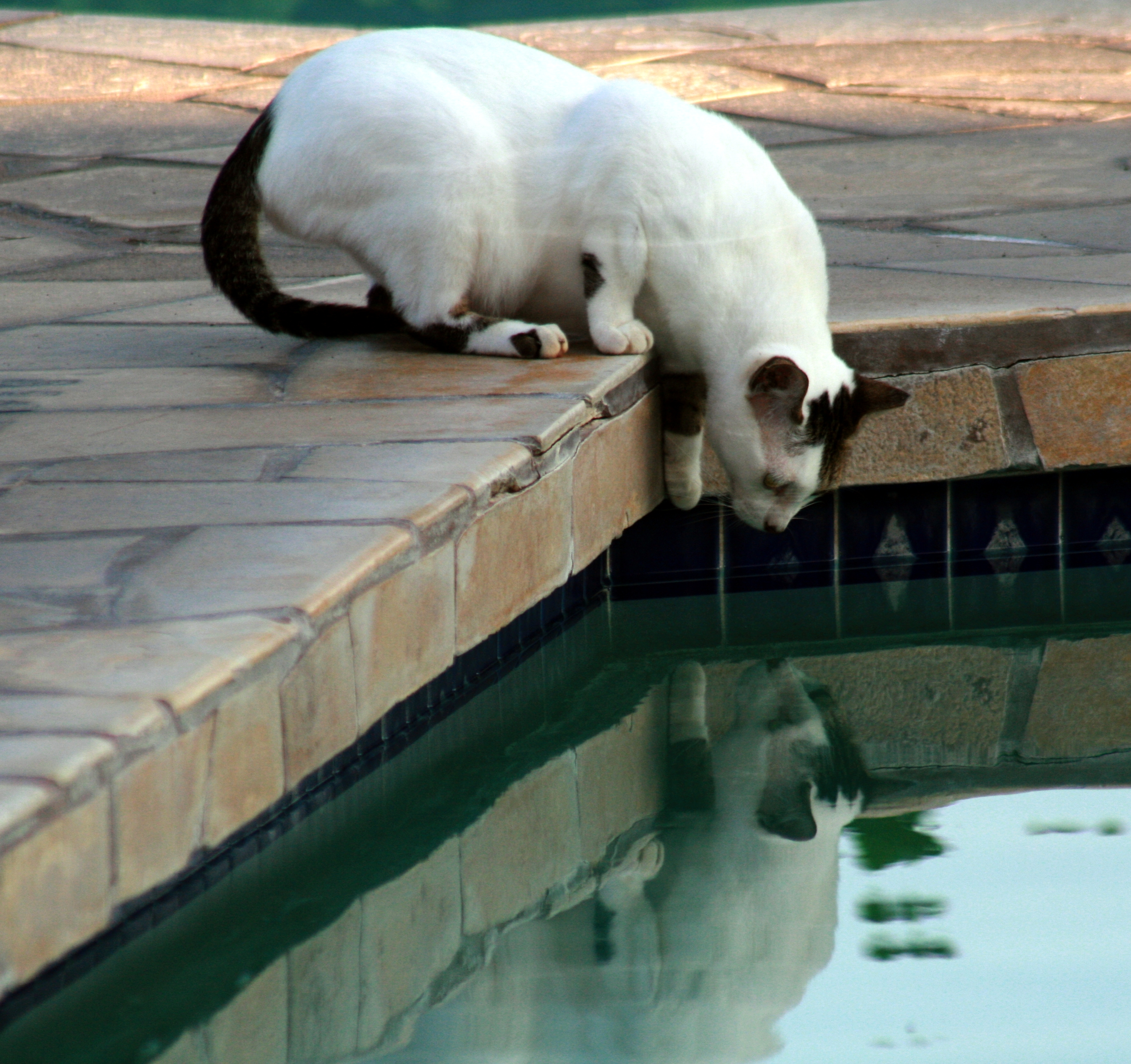
Chat van.
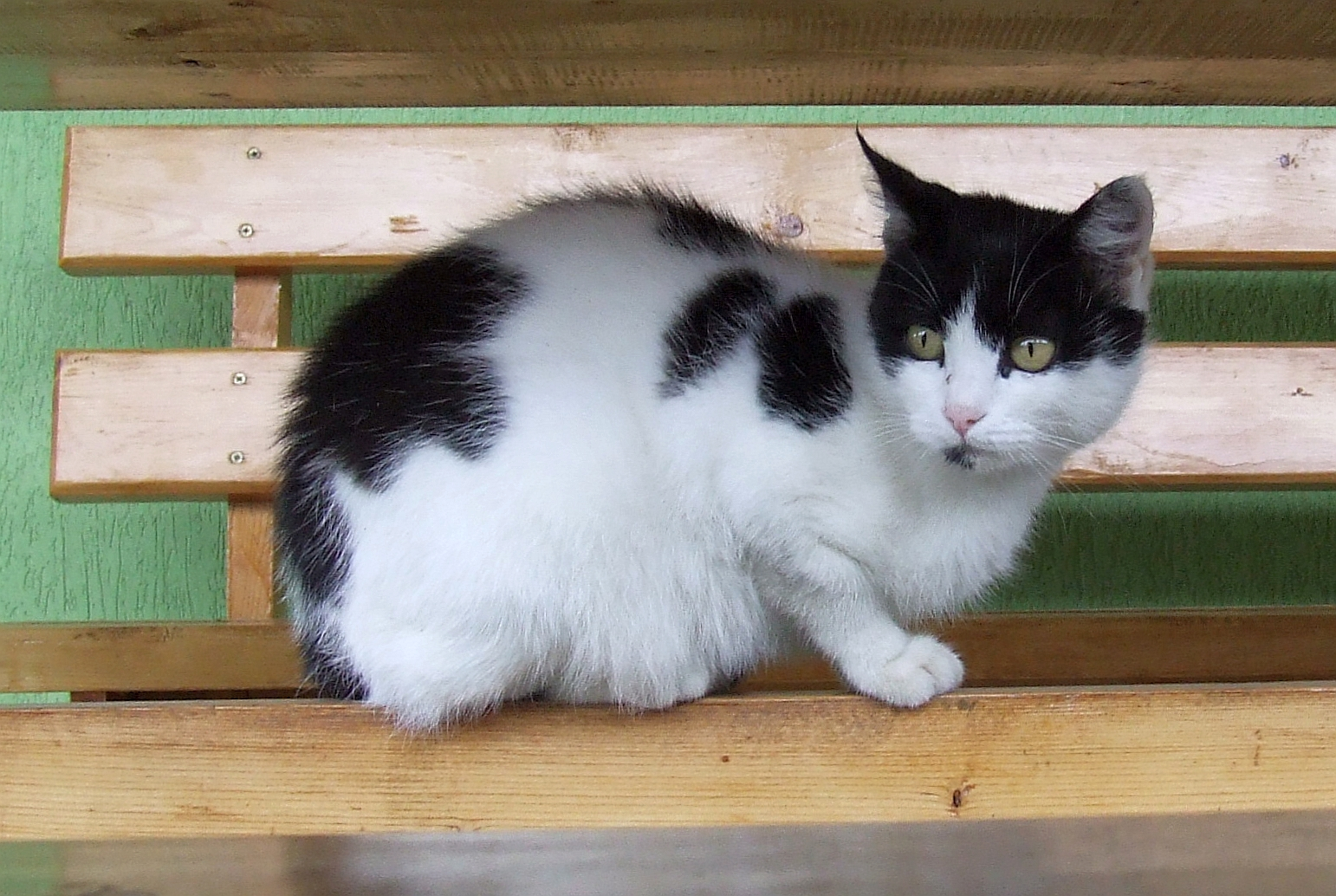
Chat arlequin.
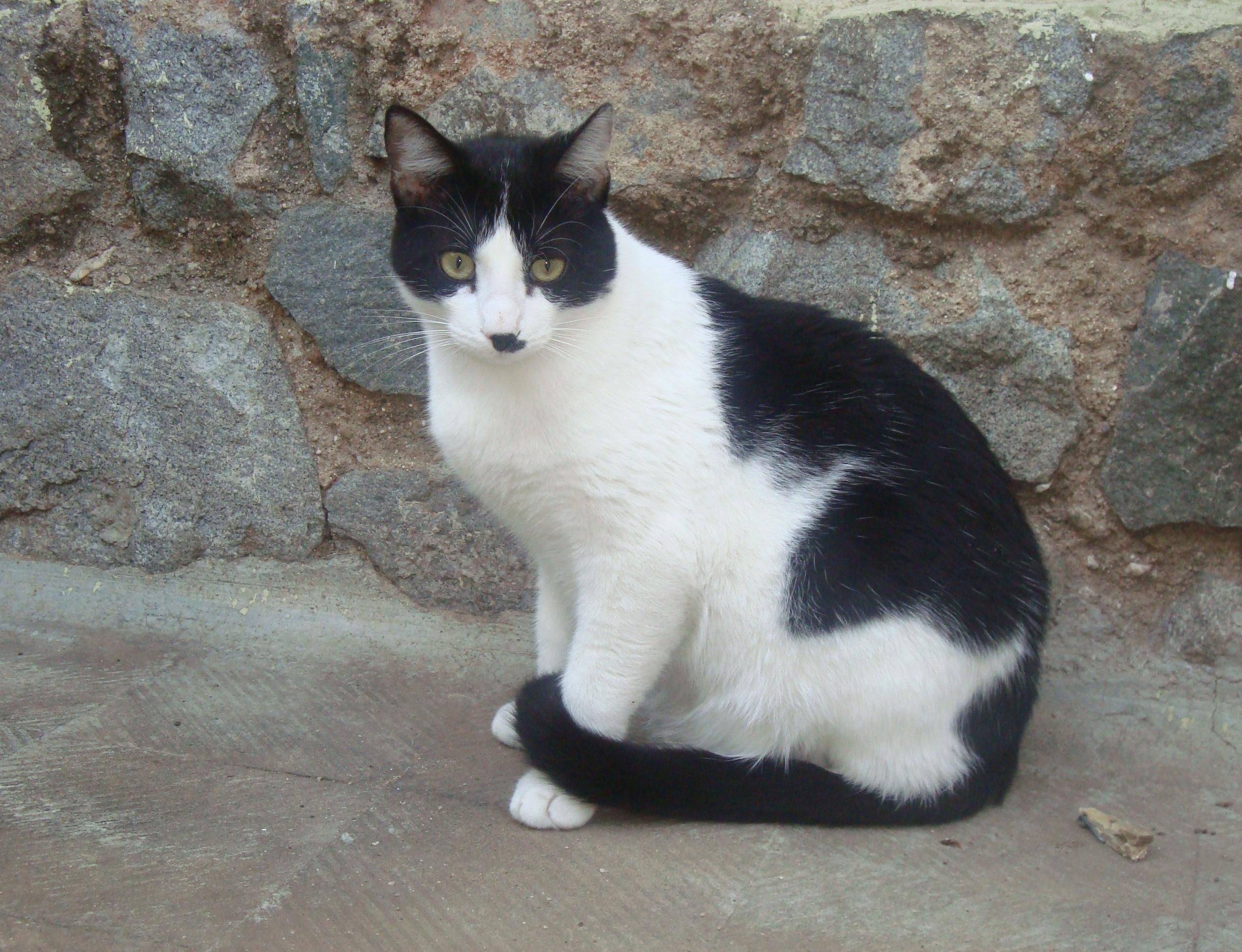
Chat bicolore.

Aux États-Unis, une classification supplémentaire est ajoutée aux motifs bicolores. Le motif Tuxedo (littéralement « smoking ») est caractérisé par une robe où le blanc se situe uniquement sur le cou, le ventre, le bout des pattes et une partie du visage. Un patron tuxedo donne aux chats noirs une allure distinguée, comme s'ils portaient un costume. Le chat Mask-and-Mantle (littéralement « masque et manteau ») comporte une plus grande proportion de blanc : la couleur est rejetée sur les épaules et le dos, comme un manteau et seul le haut du crâne est coloré. Enfin, pour le Cap-and-Saddle (littéralement « toque et selle »), la coloration concerne juste les oreilles et la queue qui déborde en une tache sur le bas du dos. Bien que le chat tuxedo noir et blanc soit populaire, aucune de ces trois dénominations n'est utilisée en félinotechnie.

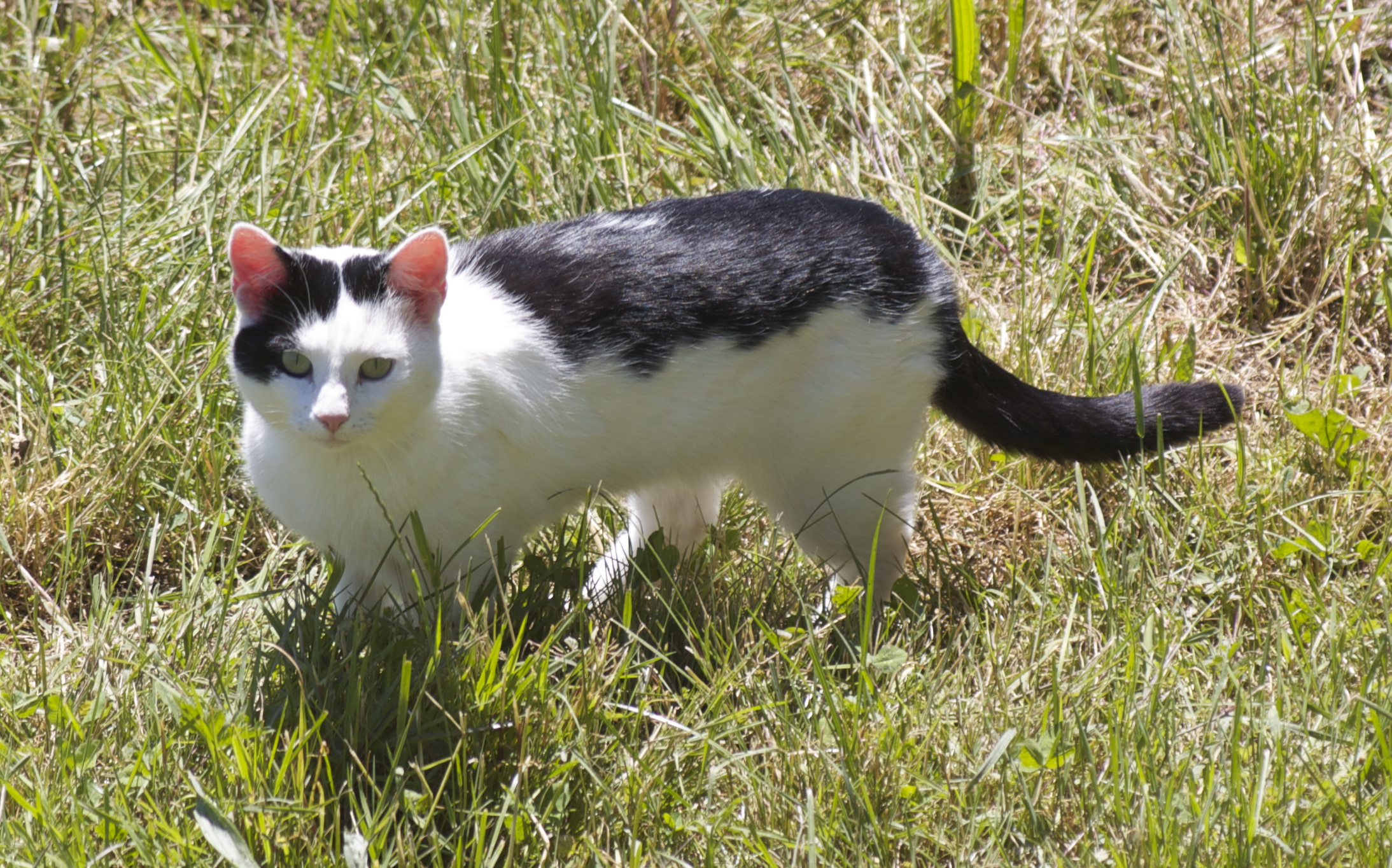
Cap-and-Saddle.
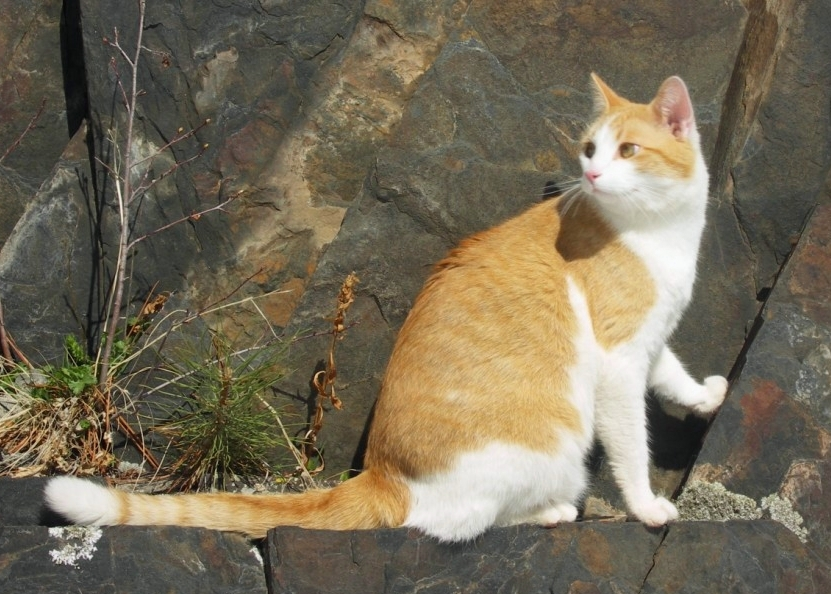
Mask-and-Mantle.
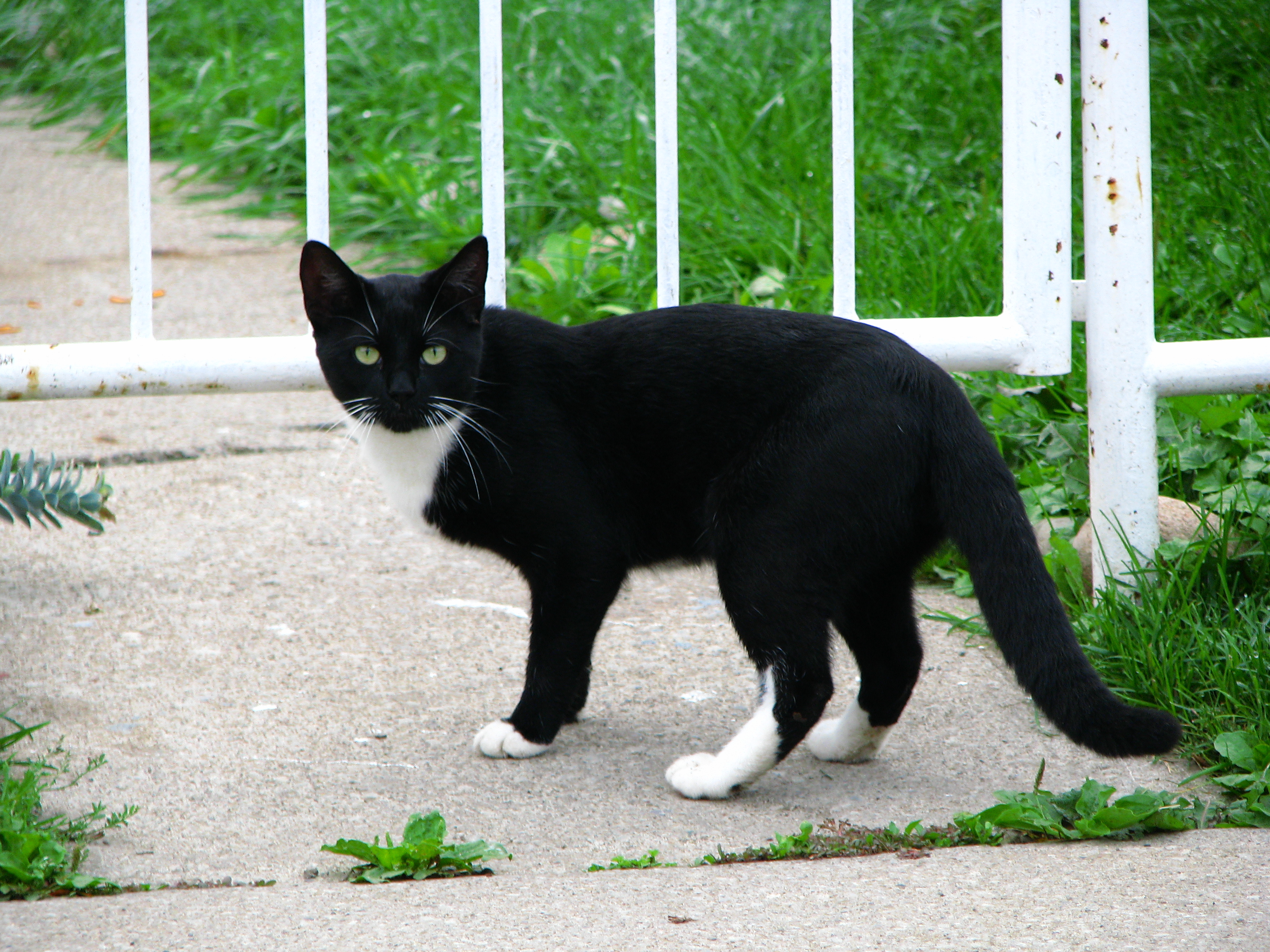
Tuxedo.

En addition au patron bicolore, on distingue deux autres types d'apparition de plages blanches sur la robe d'un chat : le gantage et le médaillon. Le gantage, aussi appelé mitted et gloving en anglais, est notamment recherché pour le sacré de Birmanie et le ragdoll. Le blanc est limité aux pattes en s'étendant plus sur la face interne,. Le médaillon, ou white locket, dont la transmission génétique n'a pas encore été déterminée, est l'apparition d'une plage de poil blanc sur le corps, le plus souvent située sur la poitrine ou l'aine. Considéré comme gênant en élevage car pouvant apparaître dans des lignées de chats unicolores, il est souvent « noyé » dans une lignée de chats bicolores.

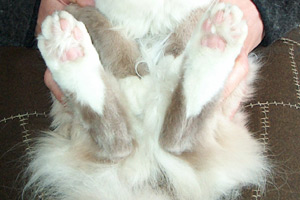
Le gantage des pattes postérieures du sacré de Birmanie.
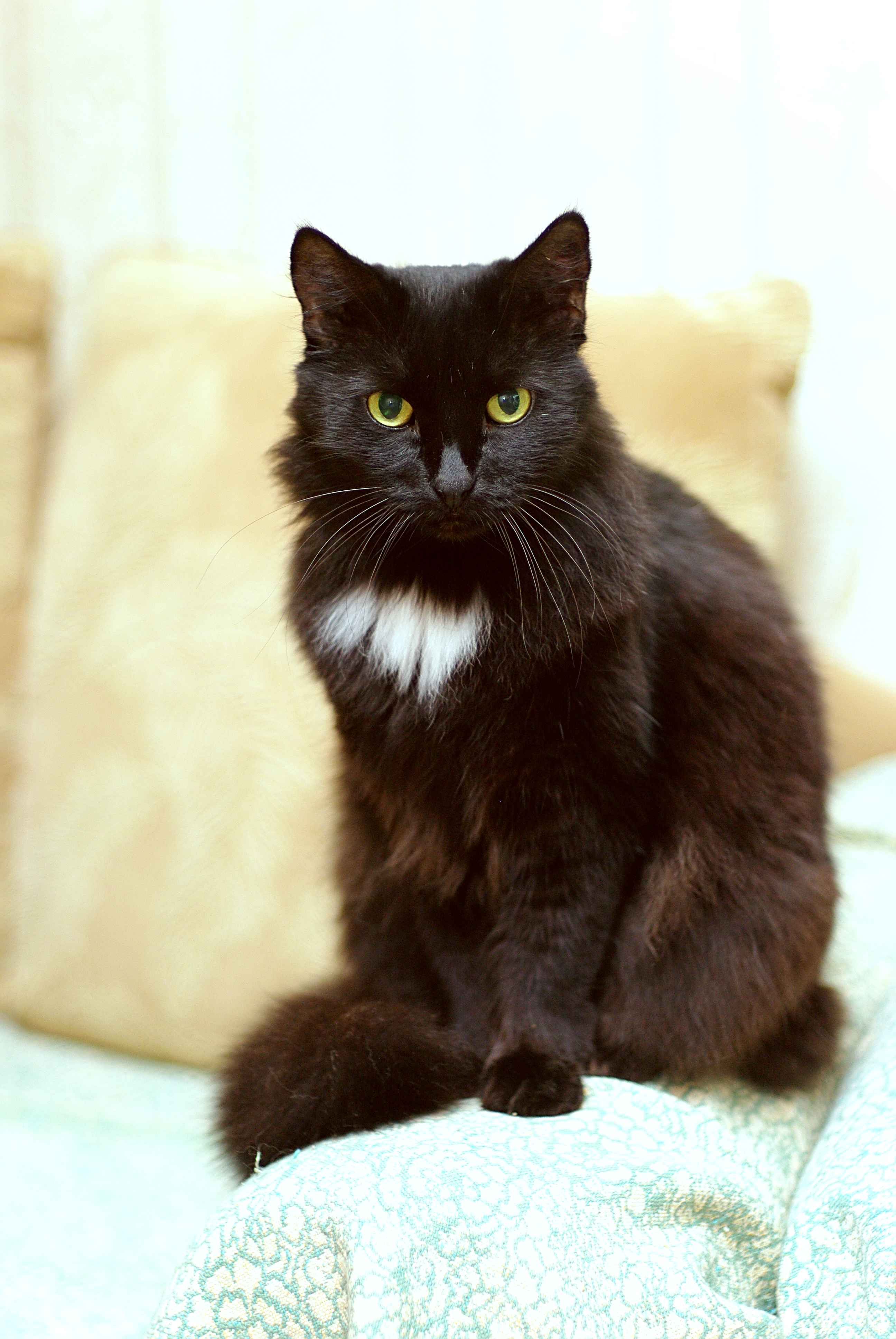
Exemple d'un médaillon sur un sibérien.

## Félinotechnie

### Nomenclature et classification

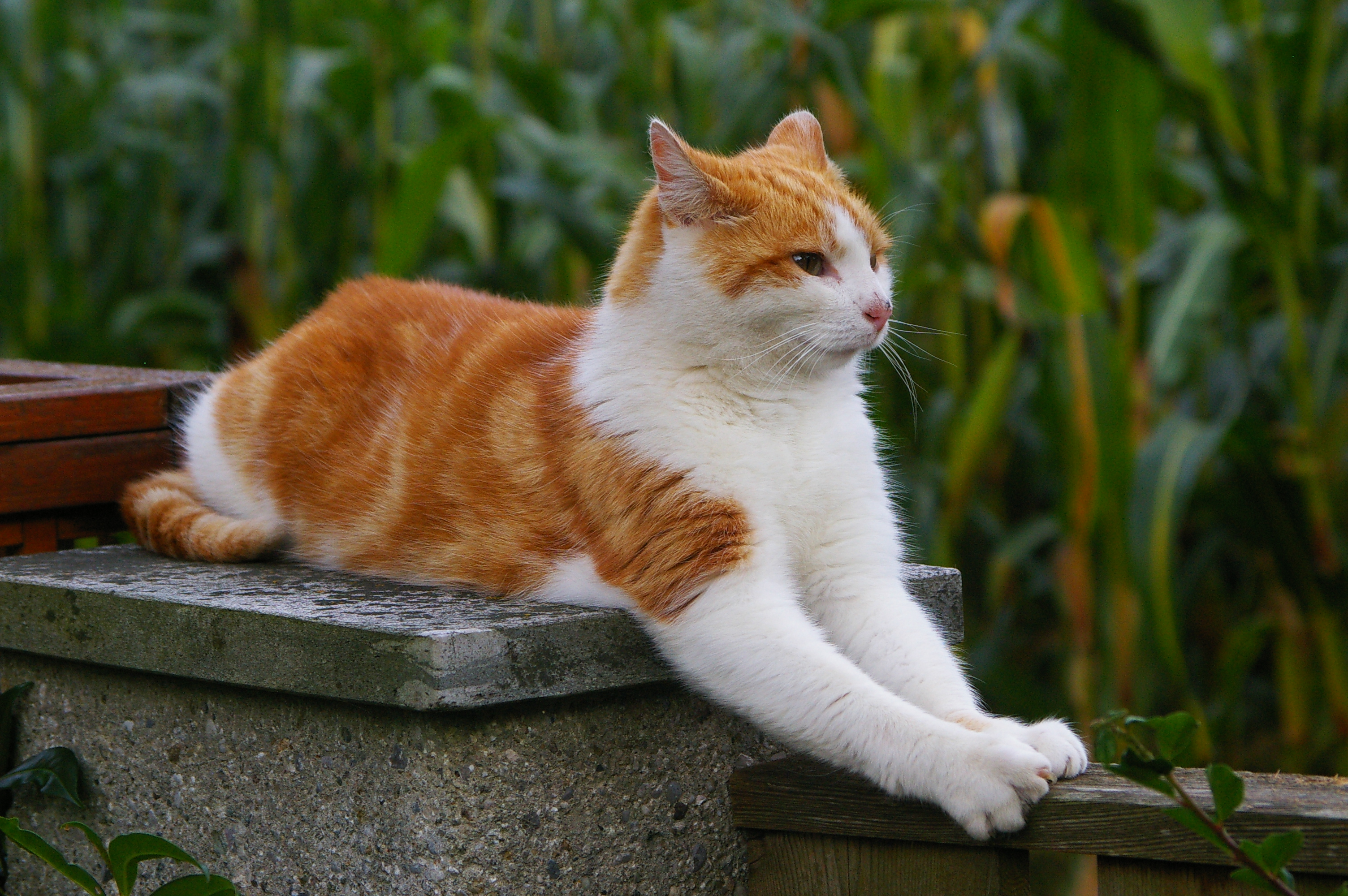
Chat red classic tabby and white ou chat marbré roux et blanc.

Dans le milieu de l'élevage félin francophone, la nomination d'une robe de chat est traditionnellement composée d'un mélange de terme anglais et français. Ainsi les couleurs sont directement traduites en français : noir (Black), bleu (Blue), roux (Red), etc. La nomenclature du chat bicolore consiste à introduire les termes « et blanc » (and white) à la fin de la description de la robe. Par exemple, on dira un « chat noir et blanc », « écaille et blanc » pour la robe calico ou encore « chocolat tabby et blanc » pour un chat tabby chocolat avec des panachures blanches. Les patrons van et arlequin peuvent également être précisés après le terme « et blanc » : chocolat tabby et blanc van pour un chat tabby chocolat avec des panachures blanches sur tout le corps sauf les oreilles et la queue. Les chats gantés portent la mention « mitted » ajoutée à la fin du nom de la robe, un chat est soit « mitted », soit « et blanc », les deux termes ne peuvent s'additionner.
Le LOOF et la TICA classifient les robes en quatre catégories contenant plusieurs divisions. Les robes bicolore et gantée constituent ni une division, ni une catégorie mais plutôt une sous-catégorie : par exemple, dans la catégorie « colourpoint » il y a une sous-catégorie « colourpoint et blanc » et une « colourpoint », ces deux sous-catégories ont chacune les mêmes divisions. La CFA n'applique pas de système de classement hormis pour le persan où il existe une division « bicolor ». La WCF, l'ACFA et l'ACF utilisent une liste de robes. La FIFé a créé sa propre numérotation, l'Easy Mind System (EMS) : les patrons bicolores ont une numérotation de 01 à 05 dépendante de la répartition de la couleur,.

### Génétique

#### Gènes à l'œuvre

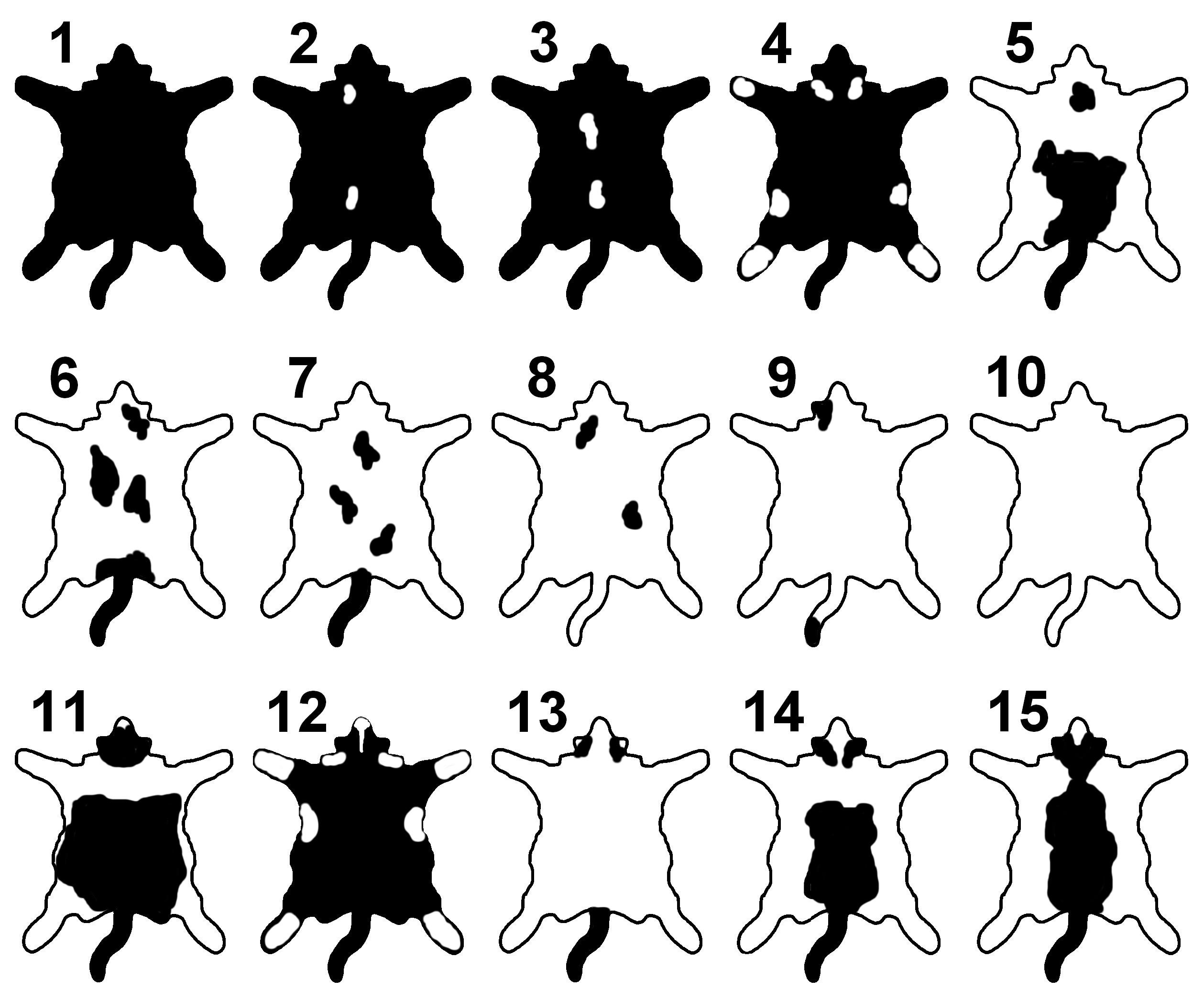
Échelle bicolore de 1 à 10.

Pour qu'un chat soit bicolore, il doit être porteur du gène responsable des panachures blanches, appelé « gène S » ou White spotting. Il s'agit d'un gène majeur incomplètement dominant, dont l'action peut être inhibée ou au contraire maximisée par l'action de polygènes. Deux allèles sont reconnus : l'allèle S dominant à pénétrance variable responsable de l'apparition de panachures blanches et l'allèle s récessif originel qui ne donne pas de taches blanches. En félinotechnie, on s'accorde à dire que le sujet homozygote S//S présente une plus grande proportion de blanc que l'hétérozygote S//s : les barreaux 1 à 4 de l'échelle d'évaluation des panachures blanches correspondent empiriquement aux hétérozygotes tandis que les barreaux 5 à 9 sont attribués aux homozygotes. L'élevage de beaux sujets bicolores est cependant compliqué par l'action des polygènes.
L'apparition de gants blancs (mitted en anglais) est encore partiellement indéterminée : un gène spécifique a été découvert chez le sacré de Birmanie au laboratoire de génétique féline de l'université de Californie à Davis mais pas pour le ragdoll ou le seychellois, autres races « gantées ». La mutation possède deux allèles, l'allèle « G » récessif provoquant l'apparition du gantage du Birman et l'allèle sauvage « N » dominant qui n'admet pas le gantage. Cette mutation est détectée à très faible fréquence chez le ragdoll, le mau égyptien, l'exotic shorthair, le maine coon, le manx le seychellois, le siamois, le sibérien, le sphynx et le turc de Van. Le caractère récessif de cette mutation peut alors permettre de distinguer par croisements le sacré de Birmanie du ragdoll. Un test génétique spécifique existe afin de détecter le gène de gantage birman.
L'apparition d'un médaillon blanc (white locket en anglais) peut survenir lors de croisements entre parents unicolores ou bicolores. Peu étudié, le médaillon blanc suivrait un modèle récessif

#### Mode d'action
Le gène S est situé sur le chromosome B1, dans le gène KIT qui code le récepteur à activité tyrosine kinase. Le gène du gantage birman est également situé dans le gène KIT. Le gène S est un gène architecte qui affecte la migration embryonnaire des mélanoblastes. Lors du développement de l'embryon, les mélanoblastes, cellules non différenciées qui conduiront aux mélanocytes, migrent de la crête neurale vers ce qui deviendra la peau du chat. L'allèle S perturbe cette migration et diminue le nombre de mélanoblastes ; certains n'atteindront jamais leur destination : en l'absence de cellules pigmentaires, le poil sera blanc. Les parties du corps les plus touchées par l'action de l'allèle S sont les plus éloignées de la crête neurale (le ventre, les pattes et la poitrine) et les mieux protégées sont les plus proches (tête, queue, bas du dos).
L'une des conséquences de l'action de l'allèle S est la modification des patrons écailles de tortue. Ces robes sont composées de deux couleurs, le roux et le noir, correspondant à deux types différents de mélanine. Lorsque l'allèle S est présent, le nombre de mélanoblastes diminue ; les cellules restantes ont proportionnellement plus de place pour se développer : les taches d'une chatte calico sont plus grandes et mieux délimitées.
Le processus, bien que réglé par une série de gènes, garde toutefois une part aléatoire : ainsi, le premier chat cloné, une femelle calico, présentait bien le même type de robe que le félin donneur mais la disposition de ses taches rousses et noires était différente.

#### Analogies chez les autres espèces domestiques

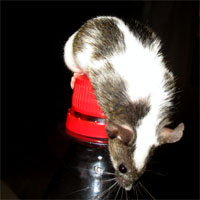
Il existe des analogies entre les robes bicolores chez le chat et la souris.

La robe bicolore, plus souvent appelée pie, est présente chez de nombreux animaux domestiques comme chez sur le lapin domestique et la chèvre et peut génétiquement être induite par le même type de gène.
Chez la souris, une robe à panachure blanche analogue à celle du chat existe. Génétiquement, trois loci ont été identifiés comme porteur du gène S : EDNRB, KIT (le même que celui identifié sur le chat) et PDGFRA. Ce gène est cependant associé chez la souris à des effets négatifs sur le développement de la crête neurale. La vache est également très connue pour sa robe pie dont la détermination génétique est encore complexe, mais fait également entrer en jeu le gène KIT.
Les robes pie peuvent être codées par un nombre plus important d'allèles que chez le chat : par exemple, le gène S du chien possède jusqu'à quatre allèles,. De même, les nombreuses formes de robes bicolores du cheval révèlent une détermination génétique complexe.

### Races

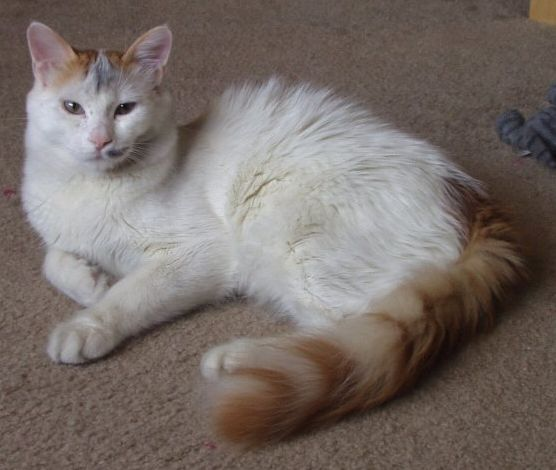
Le turc de Van est une race dont les seules robes acceptées sont le blanc solide et le bicolore van.

Une trentaine de races admet le patron bicolore avec des restrictions plus ou moins importantes sur les combinaisons de couleurs possibles. Il existe très peu de races dont l'unique patron admis est le bicolore. En admettant que le gantage fait partie des robes bicolores, alors seuls le sacré de Birmanie et le snowshoe sont purement bicolores. Chez le turc de Van et l'anatoli, seules deux robes sont acceptées, le blanc uni et le van. C'est cette dernière robe qui est la plus populaire et représentative de la race.
Pour les chats de races, les délimitations sont souvent strictement définies et la couleur ou le blanc doivent alors être présents sur certaines parties précises du corps. De plus, les taches de couleur doivent être très bien définies et ne contenir aucun poil blanc. Chez des races comme le ragdoll, la disposition du motif bicolore est strictement délimitée. Un V inversé blanc doit marquer la tête du chat et ne pas dépasser le coin externe de l'œil, les pattes doivent être blanches et tout le dessus du corps doit être d'une couleur plutôt claire. De plus, les juges demandent souvent une symétrie entre la partie gauche et droite du corps du chat : un gantage symétrique est ainsi mieux récompensé par l'American Cat Fanciers Association pour la race snowshoe. Cela est pourtant très difficile à obtenir du fait du caractère aléatoire de la distribution des taches, et certains standards trop restrictifs ont dû assouplir leur règle : par exemple, les standards du persan des années 1960 demandaient que les taches de couleurs soient symétriquement réparties, mais ce critère trop difficile à obtenir a depuis été aboli.
La présence d'un médaillon est traitée différemment selon les standards et les fédérations. Le médaillon peut être éliminatoire et priver le chat de tout titre comme pour l'american shorthair, ou il peut tout simplement être ignoré, le chat n'étant plus considéré comme à panachure blanche comme pour le cornish rex,.
Certains standards peuvent demander que la couleur des yeux soit assortie à la couleur de la robe, tout en sachant que les yeux bleus ou vairons sont acceptés quelle que soit la couleur du bicolore. Par exemple, un chat bicolore british shorthair pourra avoir les yeux cuivres, bleus ou vairons uniquement.

## L'Homme et le chat bicolore

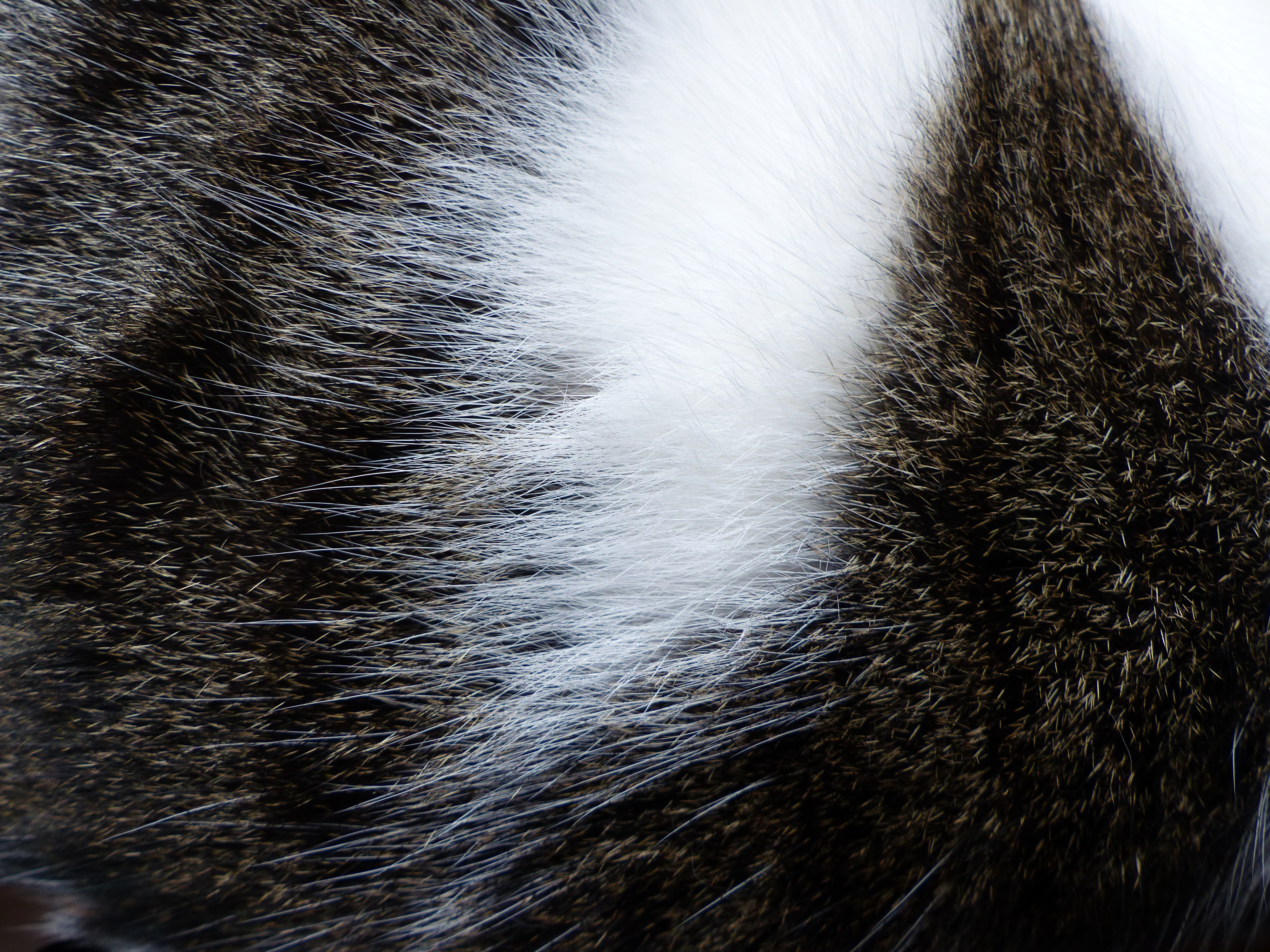
Détail du pelage bicolore du dos d'une chatte de deux ans brown tabby Harlequin.

### Popularité
Les couleurs les plus populaires chez les chats de ville au XVIIe siècle étaient le blanc et noir, le bleu et blanc et le noir. En 1960, les citadins londoniens préféraient les chats roux et roux et blancs. Quinze ans plus tard, dans la banlieue de Glasgow, les habitants portaient leur préférence sur les chats roux ou bicolores.

### Tempérament attribué
Une légende urbaine attribue aux couleurs de chats un tempérament différent selon leur couleur. Ainsi, dès 1895, R. S. Huidekoper écrit dans The Cat que le chat bicolore noir et blanc « tend à devenir gros et indolent bien plus que les autres chats et est prédisposé à devenir misérable et loqueteux ». Huidekoper attribue au gène bicolore une dégradation du tempérament, ainsi la chatte écaille de tortue et blanc peut devenir paresseuse en vieillissant, et passe d'autant plus de temps à se laver que sa robe comporte du blanc, tandis que l'écaille de tortue ne possède pas toutes ces tares.
Plusieurs qualités et défauts sont attribués à la couleur bicolore, pouvant changer selon la race. Ainsi les chattes persanes calico sont considérées comme d'une nature douce et calme, tandis que les chattes de gouttière de la même couleur auraient un caractère plus espiègle. Selon la même étude, le chat noir et blanc est placide lorsqu'il est persan, d'humeur égale et amical lorsqu'il est british shorthair et aventurier pour un chat de gouttière. En 1973, le livre Your Guide to Cats & Kittens présente les persans noir et blanc et les chattes écaille de tortue et blanche comme d'excellent chasseur de souris tandis que le persan écaille de tortue et blanc sont propres et ont un fort caractère. Un propriétaire d'une chatterie britannique explique quant à lui que les chats noirs et blancs sont loyaux envers leur maître, mais qu'ils peuvent être lunatiques, que les calicos sont généralement amicales mais aiment sortir en pleine nuit et ont tendance à l'embonpoint et qu'enfin les chats roux et blancs sont fleur bleue et prompts à la paresse.
Les précédentes descriptions relèvent de l'opinion personnelle et de la superstition. Certains scientifiques ont proposé une théorie pour tenter de lier comportement et phénotype. La prédominance des chats noirs ou noir et blanc dans les milieux urbains pourrait être reliée à une sociabilité plus importante. Les chats en milieu urbain ont des territoires plus petits et des interactions plus importantes avec les individus de leur espèce : une propension à être sociable éviterait le stress et permettrait par exemple un meilleur élevage des jeunes.

### Chats bicolores célèbres et de fictions

#### Chats célèbres

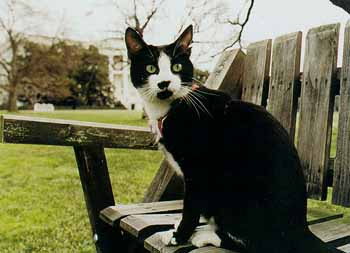
Socks, le chat de Bill Clinton.

Quelques chats célèbres se démarquent par leur robe bigarrée, sans qu'elle soit la cause de leur célébrité. Trim, tuxedo noir et banc, est le premier chat à avoir fait le tour de l'Australie avec son maître le cartographe Matthew Flinders en 1801. Hamlet était un chat bleu et blanc avec la queue rayée qui resta longtemps la mascotte de l'Hôtel Algonquin à Manhattan. Oscar est un chat brun tabby et blanc de l'hôpital de Rhode Island capable de détecter la future mort des patients.
Deux chats noirs et blancs ont servi en tant que souricier en chef du Cabinet : Humphrey et Sybil ; Larry, en poste depuis 2011 est quant à lui tabby et blanc. Félicette, une chatte noire et blanche, est le premier chat à être envoyé dans l'espace le 18 octobre 1963 dans le cadre du programme spatial français,. Socks est le tuxedo noir et blanc de Bill Clinton. Véritablement traqué par les paparazzi, il a inspiré un livre (Socks goes to Washington d'André Suarès et Michael O'Donoghue) et reçu de nombreuses invitations et propositions de saillies. Bill Clinton s'en sépara une fois ses deux mandats de président effectués.

#### Chats de fiction

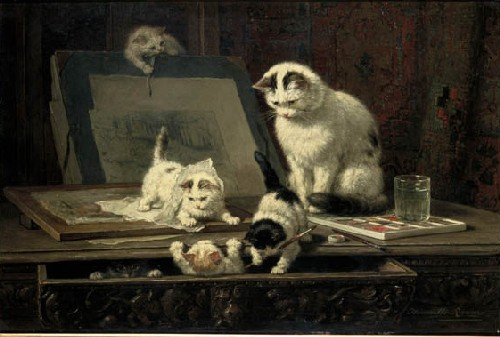
Leçon de peinture (Painting Lesson)
Henriëtte Ronner-Knip.

Menegheto est un chat roux et blanc représenté dans de très nombreux tableaux du peintre de la Renaissance Jacopo Bassano.
Nombres d'écrivains amateurs de chats ont possédé des félins bicolores, le plus souvent des chats de gouttière, comme Victor Hugo ou Alexandre Dumas. Madame Théophile était la chatte rousse et blanche de Théophile Gautier qu'il a décrite dans Ménagerie Intime,. Austin est un chat noir et blanc au rôle récurrent dans une série de livres de Tanya Huff, Gareth est un chat noir avec un ânkh blanc sur la poitrine dans Time Cat de Lloyd Alexander et Pluton est un chat noir avec un médaillon blanc qui apparaît dans la célèbre nouvelle Le Chat noir d'Edgar Allan Poe,.
Dans le domaine de la bande-dessinée, Hercule, noir et blanc, et Billy the cat, tabby et blanc, ont été adaptés en série télévisée. Moins connu, le chaton noir et blanc Poussy fut inventé par Peyo. En ce qui concerne les dessins animés, les chats bicolores les plus célèbres sont sûrement Sylvestre le chat plus connu comme « Gros minet », Tom toujours à la recherche de Jerry et Félix le Chat. Dans l'univers Disney, Figaro, initialement créé pour Pinocchio, a ensuite fait partie de l'univers de Mickey Mouse. Parmi les rôles secondaires, figurent entre autres Mitaine, dans Volt, star malgré lui, qui est une chatte tuxedo noire et blanche et Thomas O'Malley, le chat de gouttière roux et blanc dans Les Aristochats. Au cinéma, les chats bicolores font de nombreuses apparitions comme Ayatollah, chat noir et blanc, dans Diva de Jean-Jacques Beineix ou Orion, chat roux et blanc, qui transporte une galaxie autour du cou dans Men in Black.
Poucival, Plato et Tumblebrutus sont des personnages de chats bicolores de la comédie musicale Cats de Andrew Lloyd Webber.
Dans le domaine des légendes, Cat Sidhe est un chat imaginaire écossais pouvant se transformer en sorcière ; il est noir avec une tache blanche sur la poitrine. Le nom a par la suite été repris dans Final Fantasy VII pour le personnage d'un chat en peluche, lui aussi noir et blanc. Le maneki neko, symbole de chance au Japon, est le plus souvent représenté comme une chatte calico.